# 桃花岛 (金庸小说)
桃花島之名因為被金庸在《射鵰英雄傳》及《神鵰俠侶》等作品中，描寫為「東邪」黃藥師及其女兒黃蓉居住之地而為許多華文武俠小說讀者所熟知。

## 地理環境
金庸筆下的桃花島是一個浙東海岸對開大海中的小孤島。島上長滿桃花，樹木繁多。島上的房屋只建在島中心，圍繞著房屋的樹林排列成奇門遁甲、蘊含了五行八卦的陣法，對五行等學問沒有透徹了解的人無法在島中行走自如，猶如迷路一樣。島上房屋中放著很多字畫、書籍，為讀書人家的擺設。島上亦有山、海灘和墓穴等。

## 桃花島相關情節
桃花島上的故事主要出現在《射鵰英雄傳》和《神鵰俠侶》兩小說之中。另外，在第三版的《倚天屠龍記》中亦有提及在島上收藏經書之事。
- 根據金庸小說，桃花島的入門功夫是碧波掌法。

- 在第一次華山論劍後，「老頑童」周伯通帶著《九陰真經》上冊經書到桃花島向黃藥師追討下冊經文，與黃藥師展開激烈交戰，周伯通最後不敵更遭黃藥師的「彈指神通」射傷雙腳，從此被迫留在島上山洞十五年。

- 黃藥師的徒弟陳玄風和梅超風偷取了《九陰真經》，令他大怒之下打斷其餘弟子腿骨。此故導致黃的妻子冯氏因背默經書而難產致死。

- 黃藥師獨生女黃蓉離島出走，在張家口結識郭靖並結成情侶，一起闖蕩江湖，《射鵰英雄傳》結尾更描述郭靖與黃蓉二人在桃花島成親後隱居島上十餘載；後來郭靖在島上遇到周伯通並結拜為義兄弟，並為迎娶黃蓉向黃藥師提親，後在黃蓉要求下郭靖與歐陽克比試武藝，結果郭靖在洪七公相助下打敗歐陽克。

- 之後楊康和「西毒」歐陽鋒乘著黃藥師離開桃花島後偷偷潛入島中並在島上殺害「江南七怪」中之其中五人，並趁機嫁禍黃藥師，意圖挑起江湖紛爭希望能從中得利。郭靖因誤會一口咬定黃藥師為兇手，與黃蓉情海生波、反目成仇，他不聽黃蓉任何解釋並拋棄她，獨自乘船離開桃花島，回中原向黃藥師尋仇。最終黃蓉機智地在嘉興鐵槍廟中以身犯險揭穿了歐陽鋒及楊康的陰謀給躲藏在「鐵槍」王彥章石像後的柯鎮惡聽到，替黃藥師洗脫了殺人罪名，並將作惡多端的楊康除掉，最後她被歐陽鋒捉走；而郭靖後來從柯鎮惡口中得知江南五怪被殺之真相後，知道黃蓉為揭此事真相以身犯險，便悔恨自己在此事上傷透了黃蓉的心，心中對她愧疚萬分，便四處奔走尋訪她下落，結果卻是音信皆無，靖、蓉兩人失散達半年之久。之後郭靖幸得丐幫長老魯有腳與一眾丐幫弟子幫助下，終在西域初冬時節於禿木峰頂與黃蓉重逢。

- 《射鵰英雄傳》的結尾講述郭靖與黃蓉在成親後隱居島上十餘載，期間並生下長女郭芙；而郭靖的大師父，即「江南七怪」之首柯鎮惡也被迎到島上奉養。後來郭靖與黃蓉兩夫婦又在嘉興遇到故人子弟楊過、武敦儒及武修文等三人，將其帶回桃花島上照顧。

- 由於桃花島上設有奇門遁甲陣，外人難以闖入，在《倚天屠龍記》第三版中，郭靖丶黃蓉夫婦把《九陰真經》等武功秘笈及兵書藏於島上。周芷若破解「倚天劍」、「屠龍刀」的秘密後，到島上取出兵書、秘笈。而明教使者亦曾到島上取回周芷若所遺留的斷刀、斷劍。